# LH 615 – Operation München
LH 615 – Operation München ist ein dokumentarischer Spielfilm über die Flugzeugentführung der Lufthansa-Linienmaschine „Kiel“ am 29. Oktober 1972 infolge der gescheiterten Geiselnahme israelischer Sportler durch ein palästinensisches Kommando während der Olympischen Spiele 1972 in München. Ein Zeitdokument vom Regisseur Theo Mezger, mit Aussagen und Interviews von Zeitzeugen und Politikern in Szene gesetzt.

## Inhalt
Am Ende der Geiselnahme in München wurden drei Palästinenser inhaftiert, die nun durch die Entführer des Passagierflugzeugs freigepresst werden sollten.
Der Linienflug Ankara – Frankfurt wird über München – Zagreb umgeleitet. Mitten in der Nacht auf dem Rollfeld des Flughafens in Zagreb warten die Entführer mit der gekaperten „Kiel“ und den Geiseln auf ihre in Deutschland freigelassenen „Brüder“. Überall in der Maschine ist Sprengstoff versteckt. Während sich die jugoslawischen und deutschen Behörden noch um Zuständigkeiten streiten, ob die Lufthansa-Maschine aufgetankt werden soll, drohen die Geiselnehmer mit der Sprengung des Flugzeugs.